# ヌット・ヌードセン
ヌット・ヌードセン（Knut Knudsen、1950年10月12日 - ）は、ノルウェー、レヴァンゲル出身の元自転車競技選手。

## 来歴
1972年ミュンヘンオリンピック、個人追い抜きで金メダルを獲得。同年、アフテンポステンス金章（Aftenposten's Gold Medal、ノルウェー年間最優秀選手賞）を受章した。
1974年のプロ転向後、1979年のティレーノ〜アドリアティコ総合優勝をはじめ、ジロ・デ・イタリア区間通算5勝などを挙げる活躍を見せた。
1975年、ツール・ド・ベルギーでドーピング違反のため、10分間のペナルティを受けている。

## 主な戦績
1966年
- ノルウェー選手権 ジュニア個人追い抜き 優勝

1967年
- ノルウェー選手権 
  - ジュニア個人追い抜き 優勝
  - ジュニア個人ロードレース 優勝

1969年
- ノルウェー選手権 
  - 個人追い抜き 優勝
  - 1kmタイムトライアル(1kmTT) 優勝

1972年
- ミュンヘンオリンピック
  -  個人追い抜き 優勝
- ノルウェー選手権 
  - 個人追い抜き 優勝
  - 1kmTT 優勝
  - 個人タイムトライアル 優勝
  - 個人ロードレース 優勝

1973年
- トラックレース世界選手権 アマ個人追い抜き 優勝
- ノルウェー選手権 
  - 個人追い抜き 優勝
  - 1kmTT 優勝
  - 個人タイムトライアル 優勝
  - 個人ロードレース 優勝

1974年、プロ転向
- ティレーノ〜アドリアティコ 総合2位

1975年
- トラックレース世界選手権 プロ個人追い抜き 2位
- ティレーノ〜アドリアティコ 総合2位、区間1勝(第5b)
- ツール・ド・ロマンディ 総合3位
- ジロ・デ・イタリア 区間1勝(第1)

1976年
- トラックレース世界選手権 プロ個人追い抜き 3位
- ツール・ド・ロマンディ 区間1勝(第1)

1977年
- トラックレース世界選手権 プロ個人追い抜き 2位
- ツール・ド・ロマンディ 総合3位、区間1勝(第4b)
- ジロ・デ・イタリア 区間1勝(第9)
- ティレーノ〜アドリアティコ 区間1勝(第5)

1978年
- ティレーノ〜アドリアティコ 総合2位、区間1勝(第5b)
- ジロ・ディ・サルデーニャ 総合優勝
- トロフェオ・ライゲリア 優勝
- トロフェ・バラッキ 優勝（+ ロイ・スヒュイテン）

1979年
- ティレーノ〜アドリアティコ 総合優勝、区間1勝(第5b)
- ジロ・デル・トレンティーノ 総合優勝
- ジロ・デ・イタリア 区間1勝(第10)
- ツール・ド・ロマンディ 区間1勝(第5b)
- ミラノ〜サンレモ 3位

1980年
- GPエディ・メルクス 優勝
- ツール・ド・ロマンディ 区間1勝(第4b)
- ドイツ・ツアー 区間1勝(プロローグ)

1981年
- ジロ・デ・イタリア 区間2勝(第13、23)
- パリ〜ニース 区間1勝(プロローグ)
- GPエディ・メルクス 優勝
- ルオタ・ドーロ 総合優勝
- 同年引退。